# Corque
Corque è un comune (municipio in spagnolo) della Bolivia nella provincia di Carangas (dipartimento di Oruro) con 11.419 abitanti (dato 2010).

## Cantoni
Il comune è suddiviso in 13 cantoni.
- Caracota
- Copacabana
- Corque
- Jancocala
- Laca Laca Quita Quita
- Opoqueri
- Payoco
- Pomata Aite
- San Antonio de Arcala
- San Jose de Kala
- San Pedro de Huaylloco
- Villa Esperanza
- Villa Tarucachi